# Carl Erfurdt
Carl (även Karl) Gottlob August Erfurdt, född den 11 december 1780 i Zörbig, död den 5 februari 1813 i Königsberg, var en tysk klassisk filolog.
Erfurdt gick i latinskolan vid Franckeska stiftelserna i Halle. Han blev 1796 student vid universitetet i Wittenberg och flyttade 1798 över till universitetet i Leipzig. I Leipzig tillhörde han de första medlemmarna i det av Gottfried Hermann instiftade Griechische gesellschaft. År 1801 blev Erfurdt lärare vid gymnasiet i Merseburg, där han 1807 blev konrektor. Han kallades till en lärostolen vid universitetet i Königsberg 1810 . Där upprättade han samma år ett filologiskt seminarium. Tre år senare dog han av lungsäcksinflammation.